# Інститут еволюційної екології НАН України
Інститут еволюційної екології НАН України — наукова установа екологічного профілю. Здійснює розробку наукових основ і практичних заходів щодо охорони, збереження та відновлення біорізноманіття, зокрема різноманіття рослинних угруповань та фауністичних комплексів в межах мегаполісу на прикладі м. Києва.

## Історія
До 2013 року установа носила назву «Науковий центр екомоніторингу та біорізноманіття мегаполісу НАН України».
Директором-організатором установи є академік НАН України В. Г. Радченко. До складу Інституту входить Парк-пам'ятка садово-паркового мистецтва загальнодержавного значення «Феофанія».
У кінці 2014 року до установи переведено відділ фітоекології з Донецького ботанічного саду НАН України.

## Основні напрямки наукових досліджень
1.Вивчення, збереження і відновлення біорізноманіття зеленої зони м. Києва
2.Виявлення видів-індикаторів стану наземних і водних біоценозів мегаполісу
3.Розробка і впровадження наукових основ моніторингу екосистем природно-заповідних територій мегаполісу та шляхів оптимізації їх функціонування

## Основні досягнення і розробки
Розроблені методичні підходи оцінки різноманіття територій зеленої зони та застосування геоінформаційних технологій для екомоніторингу мегаполісу.
Встановлено ступінь пошкодження деревних насаджень м. Києва в залежності від рівня техногенного навантаження, підготовлено оптимізовані наукові рекомендації парковим установам столиці України.
Здійснено комплексні дослідження біоти екосистем урочища «Феофанія».